# Baden Powell de Aquino
Baden Powell de Aquino, znany jako Baden Powell (ur. 6 sierpnia 1937 w Varre-Sai w Brazylii, stan Rio de Janeiro, zm. 26 września 2000 w Rio de Janeiro) – brazylijski kompozytor i gitarzysta.

## Życiorys
Baden Powell był synem Lino de Aquino i jego żony Adeliny. Ojciec, miłośnik gry na skrzypcach i gitarze, był zapalonym harcerzem i swojemu synowi jako imię, dał nazwisko założyciela ruchu skautowskiego, Roberta Baden-Powella. Baden Powell rozpoczął naukę gry na gitarze w wieku 7 lat, a w wieku 14 lat uzyskał dyplom konserwatorium w Rio de Janeiro. Od piętnastego roku życia utrzymywał się z gry zawodowej, a w wieku 20 lat zaczął komponować. Duży wpływ na rozwój muzyczny młodego Baden Powella wywarli jego ojciec Lino, nauczyciel gitary Jaime Florence, poeta Vinicius de Moraes i Paulo Cesar Pinheiro. Ci ostatni byli autorami znanych brazylijskich piosenek, dziś zaliczanych do klasycznego repertuaru. Najważniejszym sukcesem kompozytorskim były stworzone w 1966 roku z Viniciusem de Moraesem „Afrosamby” (Os Afrosambas). Z tego albumu pochodzą takie standardy jak: Canto de Ossanha, czy Tristeza e solidão.
Niemiecki muzyk jazzowy Joachim Ernst Berendt nagrał kilka płyt z Baden Powellem, które zyskały rozgłos w Europie. Album Tristeza on Guitar (1966) stał się znany również poza Brazylią i Starym Kontynentem. Berendt zaprosił artystę na Berlińskie Dni Jazzu w 1967, co zapoczątkowało karierę Baden Powella w Europie. Baden Powell Quartet wyruszył w 1970 na swoje pierwsze tournée po Europie i Japonii.
Baden Powell był muzykiem skłonnym do eksperymentów i improwizacji, który potrafił do samby i jazzu włączać elementy muzyki barokowej. Nagrania świadczą o wysokim poziomie muzycznym artystów i udanym scalaniu afrobrazylijskich i europejskich tradycji muzycznych. Współpraca z Joachimem Berendtem trwała do 1971 roku.
Wpływ jazzu zdominował, mimo silnych brazylijskich korzeni, płyty Baden Powella. Wirtuozeria, z jaką łączył style zadecydowała o sukcesie jego wczesnych wydawnictw. Szybko zyskał sławę jednego z najlepszych gitarzystów grających na gitarze klasycznej na świecie.
Trasy koncertowe i życie nocne wywarły negatywny wpływ na możliwości gitarzysty w połowie lat 70. Ucieczka w alkohol spowodowała problemy zdrowotne i jednocześnie osłabienie potencjału artystycznego. Publiczne występy i nagrania stawały się coraz rzadsze. W 1983 roku Baden Powell przeprowadził się z żoną Silvią i dwoma synami do Baden-Baden, gdzie żyli bez rozgłosu.
Życie rodzinne przyniosło spokój i wprowadziło równowagę w życie artysty. Baden Powell znów zaczął przyjmować propozycje występów. Wykorzystując popularność z lat wcześniejszych odbył trasę koncertową po Europie, a jego gra stała się spokojniejsza i bardziej świadoma. Przez swój repertuar spopularyzował licznych brazylijskich muzyków, którzy byli mało znani poza ojczyzną.
Po pięciu latach spędzonych na południu Niemiec i wydaniu trzech płyt: Felicidades, Live 1982 i Brani Rari e Inediti Baden Powell powrócił do Brazylii i nagrał album Rio das Valsas, który wyróżniał się silnym gitarowym brzmieniem, dojrzałością i głębią. Płyta była jakby wyznaniem miłosnym wobec swej ojczyzny i instrumentu.
Z każdym rokiem coraz intensywniej angażował się w koncerty i nagrania. Do ostatnich miesięcy życia podejmował nowe projekty jako kompozytor i gitarzysta. W maju 2000 roku nagrał swój ostatni album – Lembrancas („Wspomnienia”) – podsumowanie dorobku wielkiego mistrza brazylijskiej gitarystyki.
Był autorem wielu standardów bossa novy: Apelo, Deixa, Samba triste, Berimbau.
Baden Powell kształcił muzycznie swoich synów: Phillippe Baden Powella de Aquino (pianistę) oraz Louisa Marcela Powella de Aquino (gitarzystę), zawodowych muzyków brazylijskich osiadłych w Paryżu.

## Dyskografia
- 1963 – Baden Powell a vontade
- 1966 – Os-Afro Sambas
- 1966 – Tristeza on Guitar
- 1967 – Poema on Guitar
- 1970 – Canto on Guitar
- 1971 – Estudos
- 1973 – Apaixonado
- 1988 – Rio das valsas
- 1996 – Rio a Paris – Live 1974
- 2000 – Lembrancas
- 2006 – Baden Powell plays Vinicius de Moraes